# Liste der Biografien/Gs
Liste der Biografien |
Portal Biografien |
Personensuche
# |
A |
B |
C |
D |
E |
F |
G |
H |
I |
J |
K |
L |
M |
N |
O |
P |
Q |
R |
S |
T |
U |
V |
W |
X |
Y |
Z |
?
 
Ga |
Gb |
Gc |
Gd |
Ge |
Gf |
Gh |
Gi |
Gj |
Gk |
Gl |
Gm |
Gn |
Go |
Gp |
Gq |
Gr |
Gs |
Gu |
Gv |
Gw |
Gy |
Gz
Die Liste der Biografien führt alle Personen auf, die in der deutschsprachigen Wikipedia einen Artikel haben. Dieses ist eine Teilliste mit 152 Einträgen von Personen, deren Namen mit den Buchstaben „Gs“ beginnt.

## Gs

### Gsa
- Gsaenger, Gustav (1900–1989), deutscher Architekt
- Gsaller, Carl (1851–1931), österreichischer Alpinist
- Gsaller, Harald (* 1960), österreichischer Schriftsteller und bildender Künstler
- Gsänger, Albert (1922–1969), deutscher Schornsteinfeger und Politiker (SPD), MdL Bayern

### Gsc
- Gschaider, Florian (* 1980), österreichischer TänzerFlorian Gschaider (* 1980)

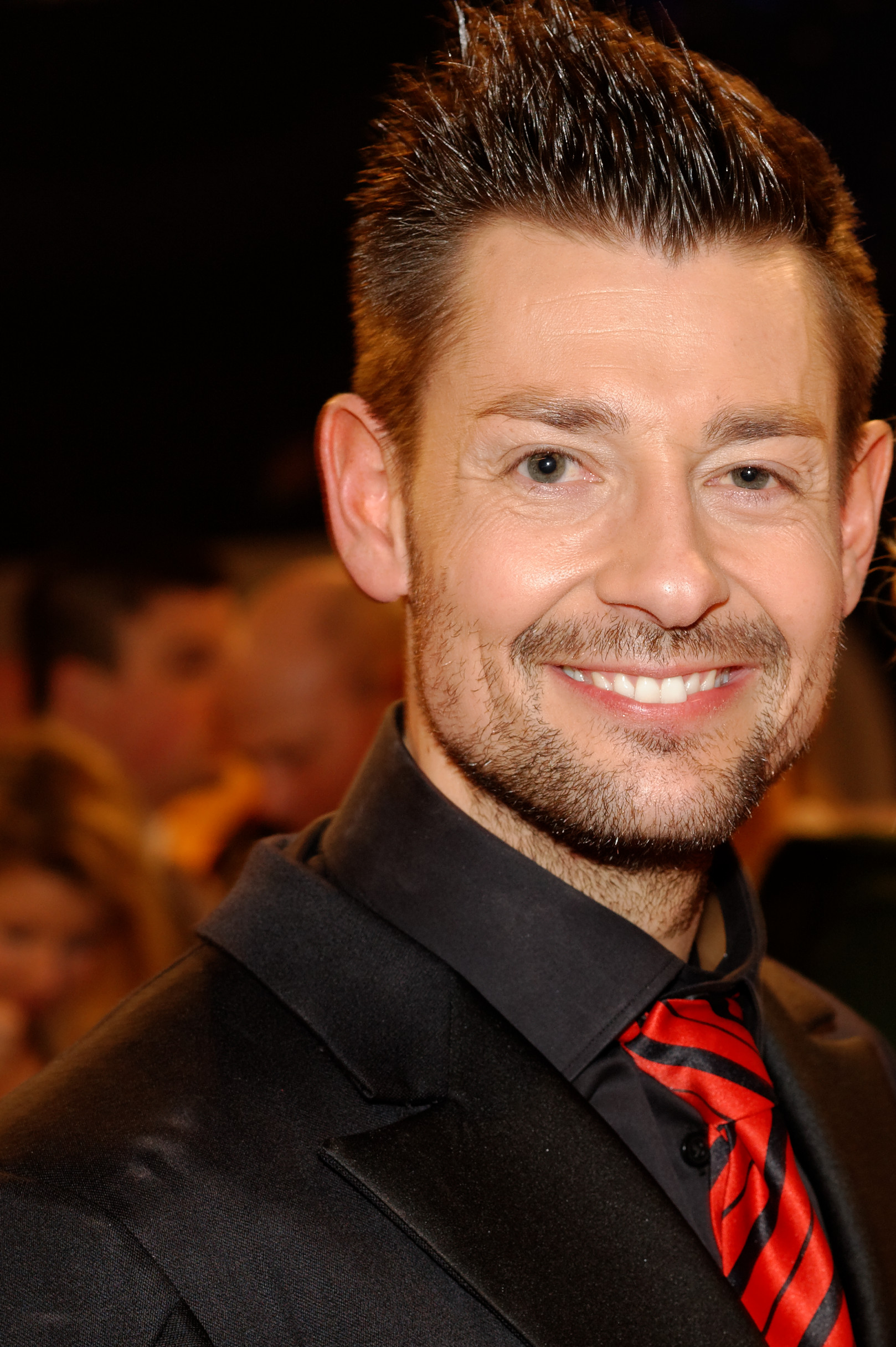
Florian Gschaider (* 1980)

- Gschaider, Hermann (* 1956), österreichischer Maschinenschlosser und Bildhauer
- Gschaider, Julius (1878–1963), österreichischer Kaufmann und Politiker (DnP), Landtagsabgeordneter
- Gscheidle, Kurt (1924–2003), deutscher Politiker (SPD), MdB
- Gscheidlen, Richard (1842–1889), deutscher Physiologe und Hochschullehrer
- Gscheidlinger, Elfriede (1915–2013), österreichische Mundartautorin
- Gscheidlinger, Rudolf (1876–1948), österreichischer Goldschmied und Politiker, Landtagsabgeordneter
- Gschiel, Christoph (* 1990), österreichischer Fußballspieler
- Gschiel, Jakob (1821–1908), österreichischer Bildhauer und Holzschnitzer
- Gschiel, Martin (* 2002), österreichischer Fußballspieler
- Gschlacht, Martin (* 1969), österreichischer Kameramann
- Gschleier, Kathrin (* 1969), Südtiroler Kommunikationswissenschaftlerin und Autorin
- Gschlößl, Gerhard (* 1967), deutscher Jazzmusiker (Posaune, Sousaphon)
- Gschlössl, Ina (1898–1989), deutsche Theologin, Vorkämpferin für die Zulassung von Frauen zum evangelischen Pfarramt
- Gschmeißner, Valentin (* 1993), deutscher Eishockeyspieler
- Gschmus, Augustin († 1543), evangelischer Theologe und Reformator
- Gschnitzer, Anna (* 1986), Dramatikerin und Dramaturgin aus Südtirol
- Gschnitzer, Franz (1899–1968), österreichischer Jurist und Politiker (ÖVP), Abgeordneter zum Nationalrat, Mitglied des Bundesrates
- Gschnitzer, Franz (1929–2014), österreichischer Chirurg und Hochschullehrer
- Gschnitzer, Fritz (1929–2008), österreichischer Althistoriker
- Gschnitzer, Hans (1938–2013), österreichischer Volkskundler und Museumsleiter
- Gschnitzer, Julia (1931–2023), österreichische SchauspielerinJulia Gschnitzer (1931–2023)

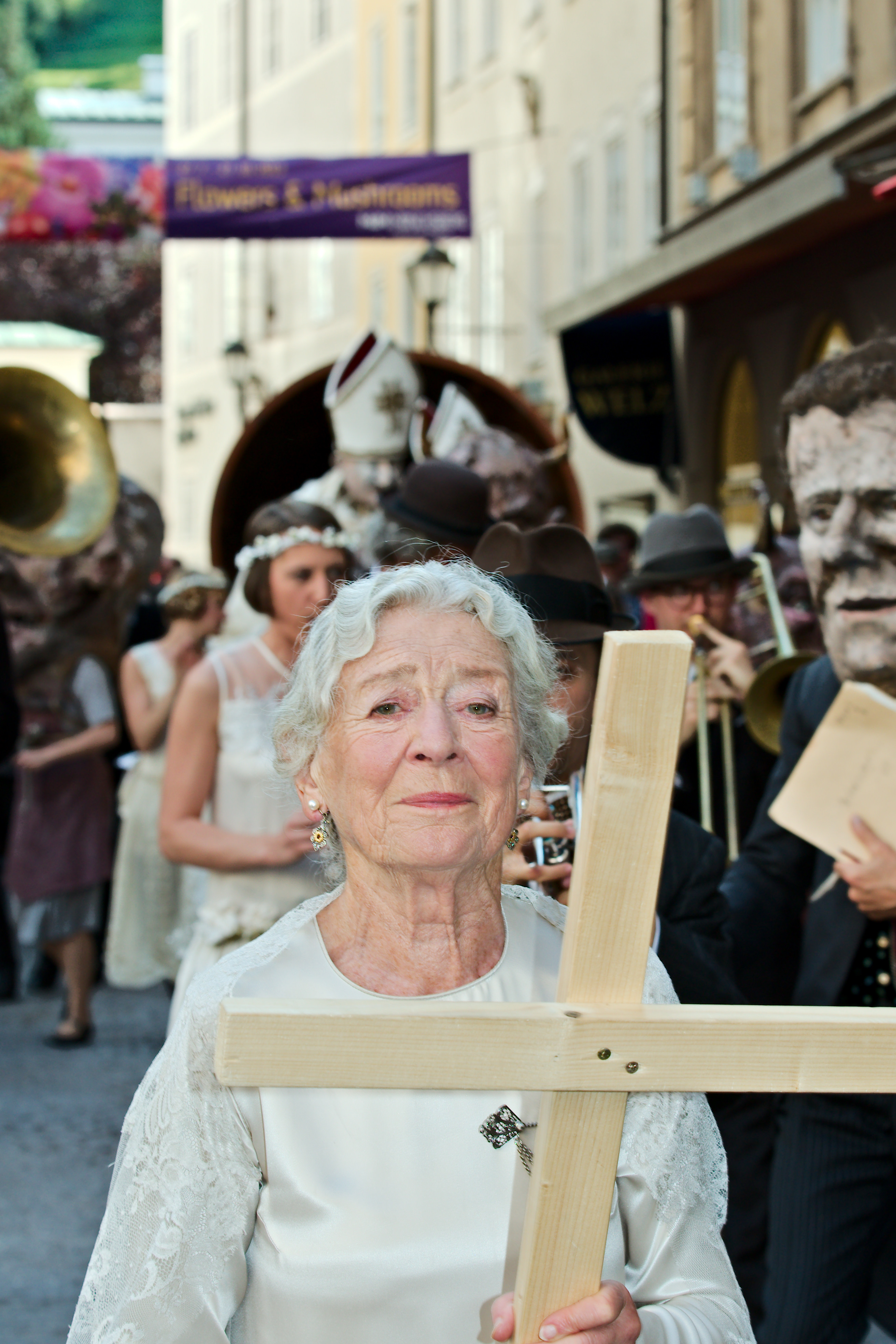
Julia Gschnitzer (1931–2023)

- Gschnitzer, Mathias (1808–1884), österreichischer Reichsratsabgeordneter und Bürgermeister Salzburgs
- Gschnitzer, Peter (* 1953), italienischer Rennrodler
- Gschöpf, Erich (1874–1933), österreichischer Architekt des Jugendstils
- Gschossmann, Felix (* 1996), österreichischer Fußballspieler
- Gschossmann, Ludwig (1913–1988), deutscher Maler
- Gschoßmann, Michael, deutscher Brigadegeneral und Kommandeur Bodengebundene Verbände im Luftwaffentruppenkommando
- Gschray, Johann Michael (1692–1763), preußischer Generalmajor und Chef eines Freikorps
- G’schrey, Ludwig (1907–2002), deutscher Maler, Grafiker und Lyriker
- G’schrey, Paran (1927–1967), deutscher Maler und Grafiker
- G’schrey, Thomas (* 1959), deutscher Musiker
- Gschwandner, Sigismund (1824–1896), österreichischer Benediktiner und Schulmann
- Gschwandtner, Andreas (1696–1762), deutscher Benediktiner, Astronom und Mathematiker
- Gschwandtner, Daniel (* 1990), österreichischer Grasskiläufer
- Gschwandtner, Florian (* 1983), österreichischer Unternehmer und InvestorFlorian Gschwandtner (* 1983)

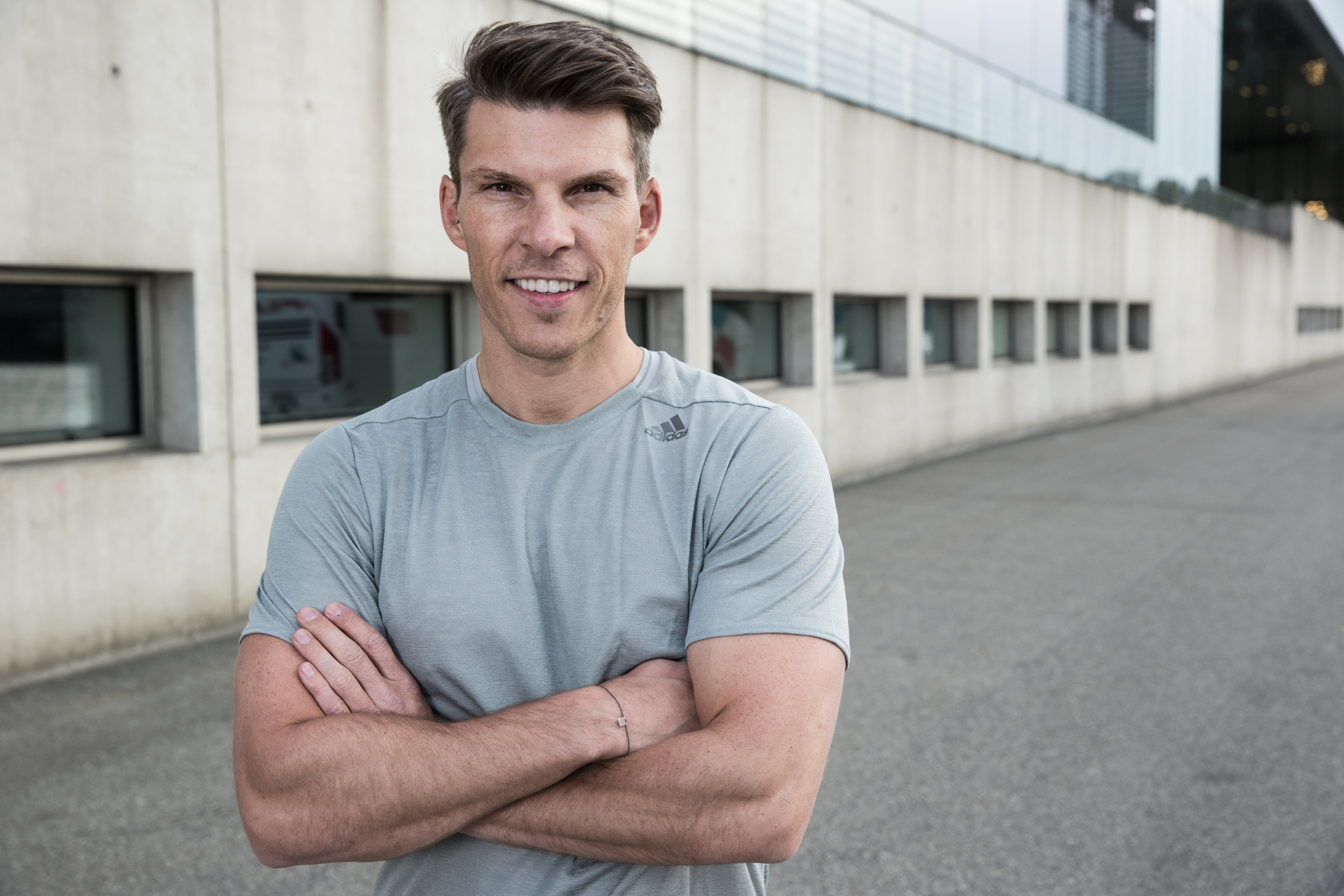
Florian Gschwandtner (* 1983)

- Gschwandtner, Philipp (* 1989), österreichischer Bodybuilder und Grasskiläufer
- Gschwandtner, Selina (* 1994), deutsche Sportschützin
- Gschwandtner, Ulrike (1965–2007), österreichische Sozialwissenschaftlerin
- Gschwandtner, Walter (* 1956), österreichischer Bildhauer und Textilkünstler
- Gschwantler, Kurt (* 1944), österreichischer Archäologe
- Gschwantler, Otto (1930–2016), österreichischer Altgermanist und Skandinavist
- Gschweidl, Bernd (* 1995), österreichischer Fußballspieler
- Gschweidl, Friedrich (1901–1970), österreichischer Fußballspieler und -trainer
- Gschweidl, Rudolf (1905–1975), österreichischer Politiker (SPÖ), Abgeordneter zum Nationalrat
- Gschwend, Adam (1665–1722), deutscher Autor und Rektor
- Gschwend, Hans Ulrich (1776–1849), Schweizer Kaufmann und Stifter einer Arbeit- und Waisenschule in Teufen AR
- Gschwend, Hanspeter (* 1945), Schweizer Schriftsteller und Radiojournalist
- Gschwend, Jakob (1882–1952), Schweizer Politiker (SP)
- Gschwend, Johann David (1691–1767), deutscher Lehrer, Historiker, Autor
- Gschwend, Lukas (* 1967), Schweizer Rechtswissenschaftler
- Gschwend, Meinrad (* 1958), Schweizer Politiker (Grüne)
- Gschwend, Nesa (1959–2022), Schweizer Performance-, Textil- und Videokünstlerin
- Gschwend, Norbert (1925–2020), Schweizer Mediziner
- Gschwend, Ragni Maria (1935–2021), deutsche Übersetzerin für italienische Literatur und Verlagsberaterin
- Gschwendner, Albert (1954–2010), deutscher Unternehmer
- Gschwendner, Rudolf (* 1857), deutscher Verwaltungsjurist und Bezirksoberamtmann
- Gschwendt, Heiner (1914–2011), italienischer Maler und Graphiker (Südtirol)
- Gschwendtner, Anton (* 1984), deutscher Koch
- Gschwendtner, Gerlinde (* 1940), österreichische Künstlerin und Sachbuchautorin
- Gschwendtner, Gert (* 1949), deutscher Aktionskünstler, Bildhauer und Maler
- Gschwendtner, Helmut (* 1938), deutscher Wirtschaftswissenschaftler und Hochschullehrer
- Gschwendtner, Lena (* 1992), deutsche Volleyballspielerin
- Gschwendtner, Sepp (* 1944), deutscher Gleitschirmpilot, SportklettererSepp Gschwendtner (* 1944)
- Gschwendtner, Stefan (* 1973), deutscher Koch

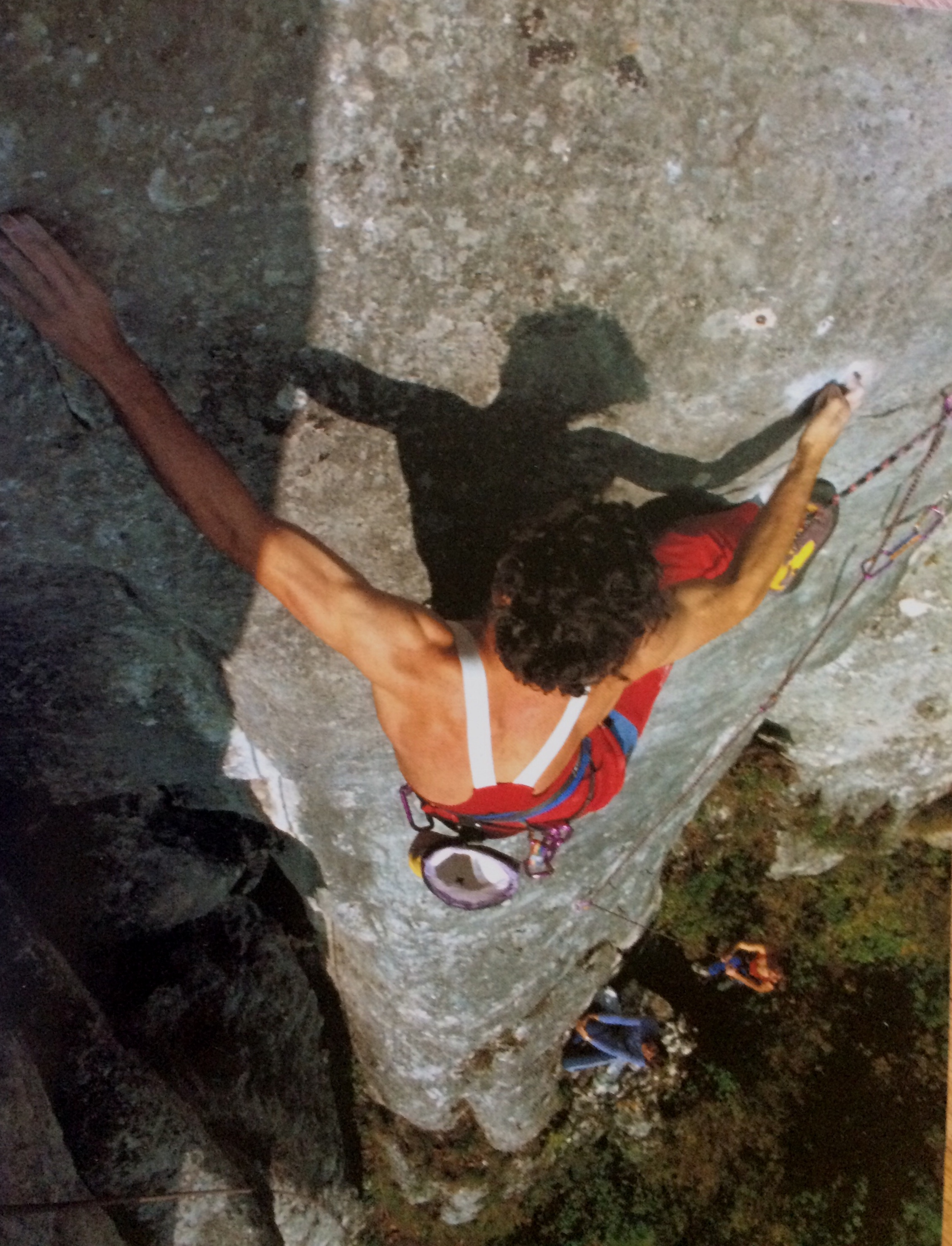
Sepp Gschwendtner (* 1944)

- Gschwendtner, Susanne (* 1981), österreichische Schauspielerin
- Gschwentner, Hannes (* 1957), österreichischer Politiker (SPÖ), Landtagsabgeordneter
- Gschwentner, Leila (* 2003), österreichische Radrennfahrerin
- Gschwentner, Lilli (* 2003), österreichische Handballspielerin
- Gschwind von Pockstein, Johann Martin (1645–1721), kaiserlicher Feldmarschall sowie Inhaber des Infanterie-Regiments No.35
- Gschwind, Alois (1925–2017), Schweizer Dirigent und Musikpädagoge
- Gschwind, Benoît (* 1963), Schweizer Ordensgeistlicher, römisch-katholischer Bischof von Pamiers
- Gschwind, Cédric (* 1985), Schweizer Jazz-Saxophonist und Komponist
- Gschwind, Hugo (1900–1975), Schweizer Politiker (Katholisch-Konservative)
- Gschwind, Jean-Paul (* 1952), Schweizer Politiker (CVP)
- Gschwind, Markus (* 1968), deutscher Provinzialrömischer Archäologe
- Gschwind, Martin (* 1965), Schweizer Politiker
- Gschwind, Monica (* 1963), Schweizer Politikerin (FDP) und Baselbieter Regierungsrätin
- Gschwind, Paulin (1833–1914), Schweizer katholischer und später christkatholischer Geistlicher
- Gschwind, Stephan (1854–1904), Schweizer Unternehmer
- Gschwind-Hofer, Rosina (1841–1904), Schweizer Lehrerin und Frauenrechtlerin
- Gschwind-Regenass, Hermine (1883–1955), Schweizer Lehrerin und Frauenrechtlerin

### Gse
- Gsell Fels, Theodor (1818–1898), Schweizer Schriftsteller, Kunsthistoriker und Mediziner
- Gsell, Albert (1867–1951), französischer Glas-, Kirchen- und Landschaftsmaler
- Gsell, Beate (* 1967), deutsche Rechtswissenschaftlerin
- Gsell, Benedikt (1823–1901), österreichischer Priester, Mönch, Archivar und Numismatiker
- Gsell, Emil (1899–1973), Schweizer Ökonom
- Gsell, Émile (1838–1879), französischer Fotograf und Forschungsreisender in Südostasien
- Gsell, Gaspard (1814–1904), schweizerisch-französischer Glasmaler
- Gsell, Georg (1673–1740), Schweizer Barockmaler, Kunstberater und Kunsthändler
- Gsell, Gitta (* 1953), Schweizer Filmregisseurin
- Gsell, Jakob (1812–1871), Wollhändler und Wiener Kunstsammler
- Gsell, Klemens (* 1961), deutscher Politiker (CSU) und Bürgermeister der Stadt Nürnberg
- Gsell, Markus (* 1985), Schweizer Fußballspieler
- Gsell, Monika (* 1961), Schweizer Psychoanalytikerin, Kultur- und Genderforscherin
- Gsell, Otto (1902–1990), Schweizer Internist
- Gsell, Paul (1870–1947), französischer Kunstkritiker und Schriftsteller
- Gsell, Robert (1889–1946), Schweizer Luftfahrtpionier
- Gsell, Stéphane (1864–1932), französischer Althistoriker und Archäologe
- Gsell, Tatjana (* 1971), deutsches FotomodelTatjana Gsell (* 1971)

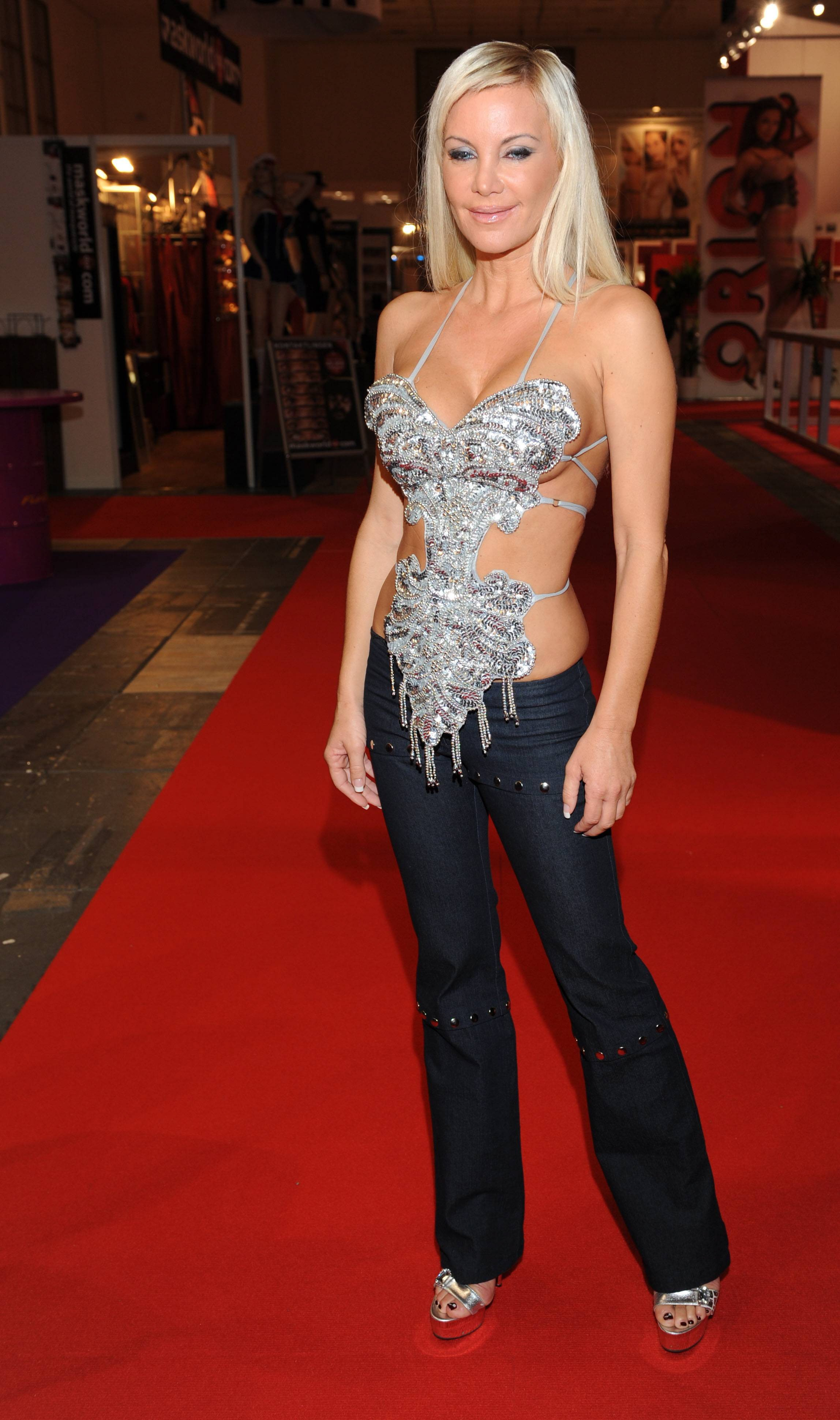
Tatjana Gsell (* 1971)

- Gsell, Uli (* 1967), deutscher Bildhauer
- Gsell, Wilhelm (1910–1980), deutscher Ingenieur, Werkdirektor und Mitglied der Volkskammer der DDR
- Gsell-Heer, Margrit (1887–1967), Schweizer Malerin, Bildhauerin und Grafikerin
- Gsella, Thomas (* 1958), deutscher SchriftstellerThomas Gsella (* 1958)

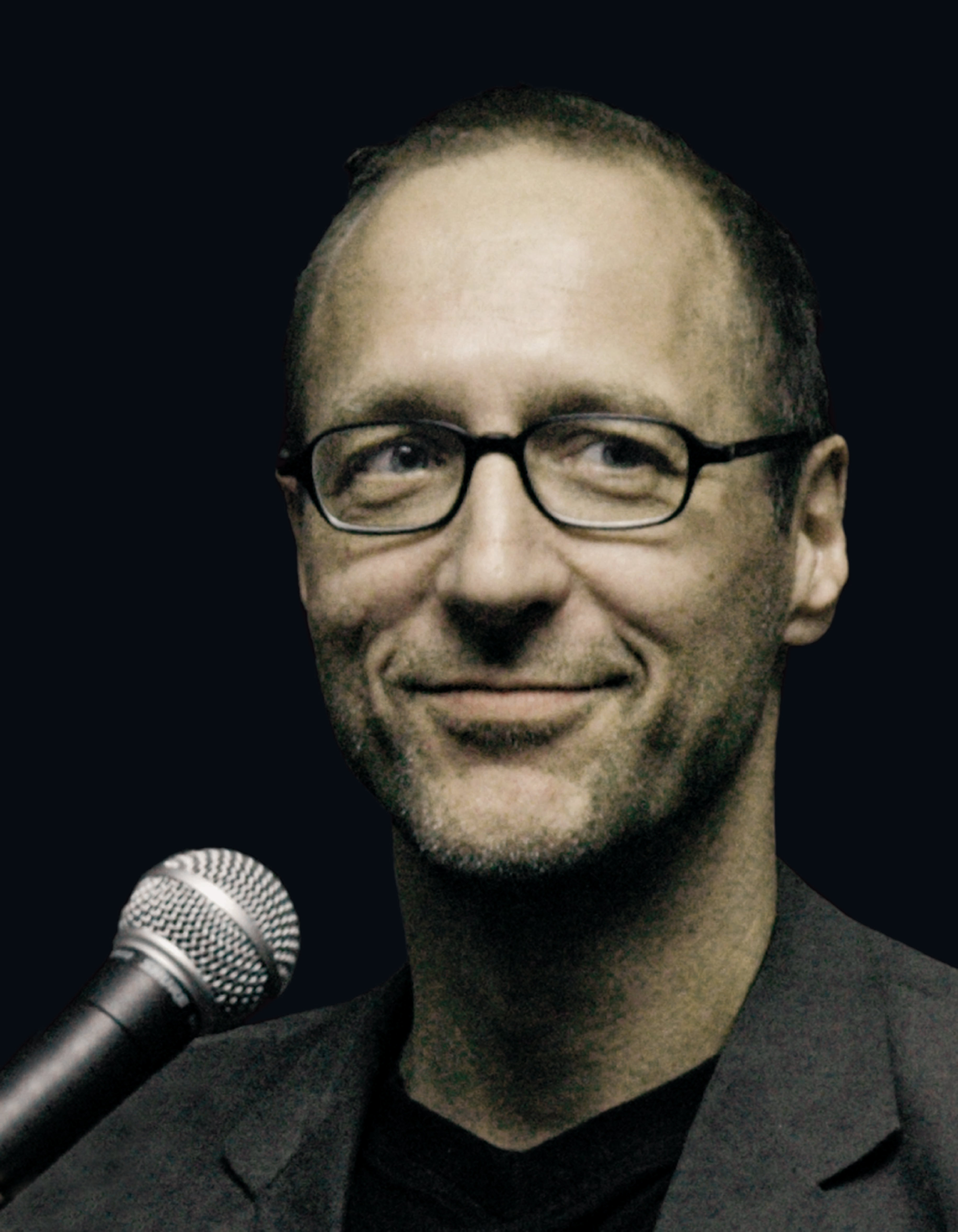
Thomas Gsella (* 1958)

- Gsellhofer, Karl (1779–1858), österreichischer Maler
- Gsellmann, Markus (* 1987), österreichischer Fußballspieler
- Gsellmann, René (* 1985), österreichischer Fußballspieler

### Gso
- Gsöllpointner, Helmuth (1933–2025), österreichischer Plastiker
- Gsöllpointner, Katharina (* 1959), österreichische Kunst- und Medienwissenschafterin
- Gsottschneider, Anja (* 1972), deutsche Autorin und Künstlerin
- Gsovsky, Tatjana (1901–1993), russisch-deutsche Tänzerin, Choreografin und Ballettmeisterin
- Gsovsky, Victor (1902–1974), russischer Balletttänzer, Choreograf und Tanzpädagoge
- Gsowskaja, Olga Wladimirowna (1883–1962), russische Schauspielerin bei Bühne und Stummfilm

### Gsp
- Gspan, Peter Erasmus (1790–1864), österreichischer Jurist und Politiker
- Gspandl, Michael (1864–1947), österreichischer Politiker (CSP), Mitglied des Bundesrates
- Gsponer, Alain (* 1976), schweizerisch-deutscher Filmregisseur
- Gspurning, Michael (* 1981), österreichischer Fußballtorwart und Torwarttrainer

### Gst
- Gstaltmeyr, Maria (* 1952), österreichische Politikerin (ÖVP), Landtagsabgeordnete in Tirol
- Gstaltner, Lukas (* 1998), österreichischer Triathlet
- Gstättner, Egyd (* 1962), österreichischer Publizist und Schriftsteller
- Gstättner, Maria (* 1977), österreichische Komponistin, Musikerin und künstlerische Forscherin
- Gsteiger, Fredy (* 1962), Schweizer Journalist und Autor
- Gsteiger, Lemi (* 1946), Schweizer Posaunist und Jazzmusiker
- Gsteiger, Manfred (1930–2020), Schweizer Lyriker, Romancier, Essayist, Literaturwissenschaftler und Übersetzer
- Gsteiger, Patrick (* 1967), Schweizer Politiker (EVP)
- Gstettenbauer, Maxi (* 1988), deutscher Stand-up-Komiker, Podcaster, Buchautor und FernsehmoderatorMaxi Gstettenbauer (* 1988)

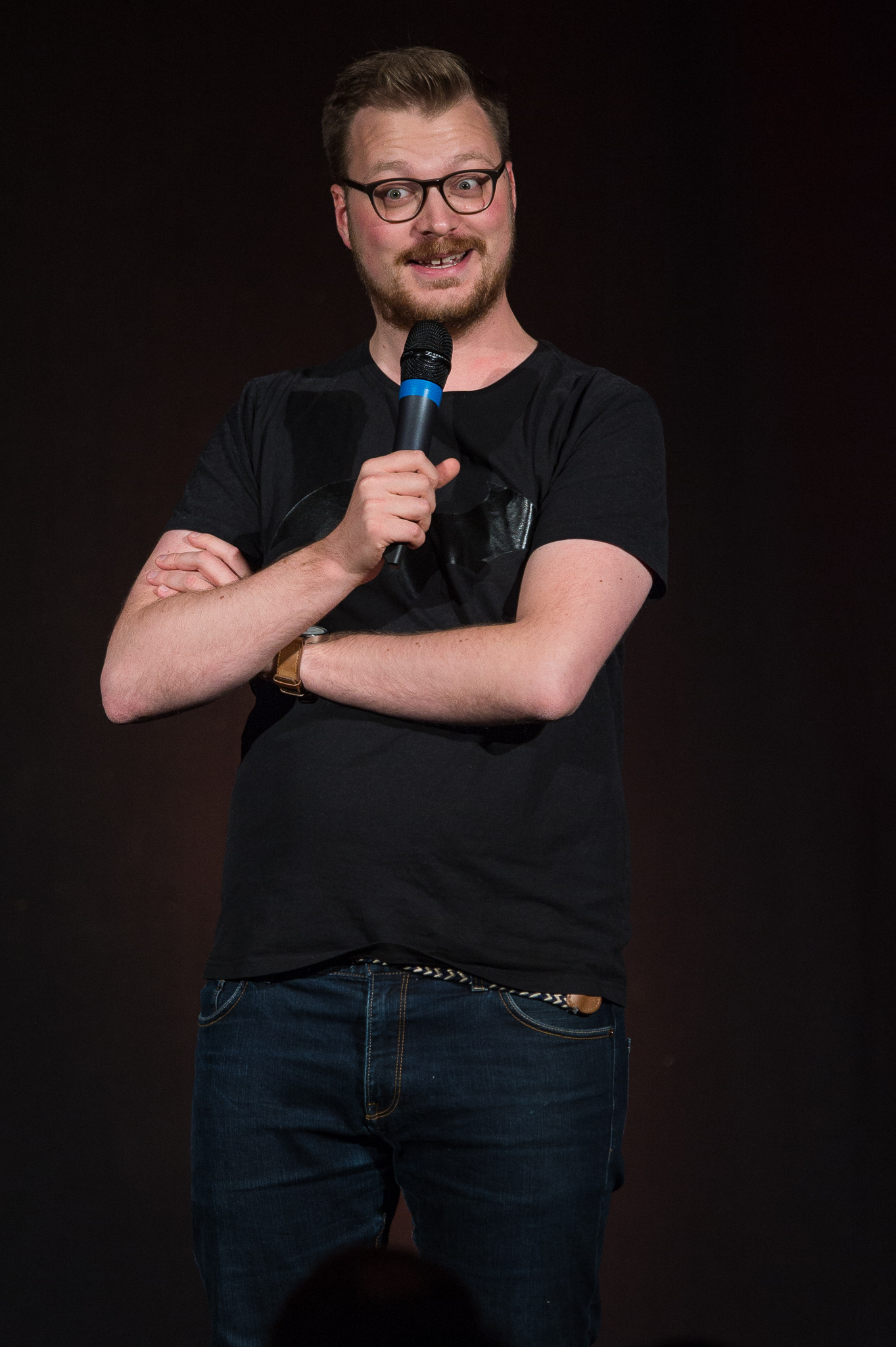
Maxi Gstettenbauer (* 1988)

- Gstettenbaur, Gustl (1914–1996), deutscher Bühnen- und Filmschauspieler
- Gstettenhofer, André (* 1971), Schweizer Verleger, Herausgeber und Festivalleiter
- Gstettner, Bert (* 1961), österreichischer Choreograf und Tänzer
- Gstettner, Peter (* 1945), österreichischer Pädagoge
- Gsteu, Johann Georg (1927–2013), österreichischer Architekt
- Gstöhl, Georg (1925–1999), liechtensteinischer Lehrer und Politiker (VU)
- Gstöhl, Sieglinde (* 1964), liechtensteinische Hochschullehrerin
- Gstöttenbauer, Karl (1902–1947), österreichischer NS-Funktionär und SA-Führer
- Gstöttmayr, Simon (* 1977), deutscher Filmeditor
- Gstöttner, Alois (* 1975), österreichischer Autor und Fotograf
- Gstöttner, Ferdinand (1942–2018), österreichischer Politiker (SPÖ), Landtagsabgeordneter, Mitglied des Bundesrates
- Gstöttner, Hans (* 1967), deutscher Ringer
- Gstöttner, Maria (* 1984), österreichische Fußballspielerin
- Gstöttner, Markus (* 1986), österreichischer Politiker (ÖVP)
- Gstöttner-Auer, Mimi (1886–1977), österreichische Schauspielerin
- Gstrein, Bernhard (* 1965), österreichischer Skirennläufer
- Gstrein, Fabio (* 1997), österreichischer SkirennläuferFabio Gstrein (* 1997)

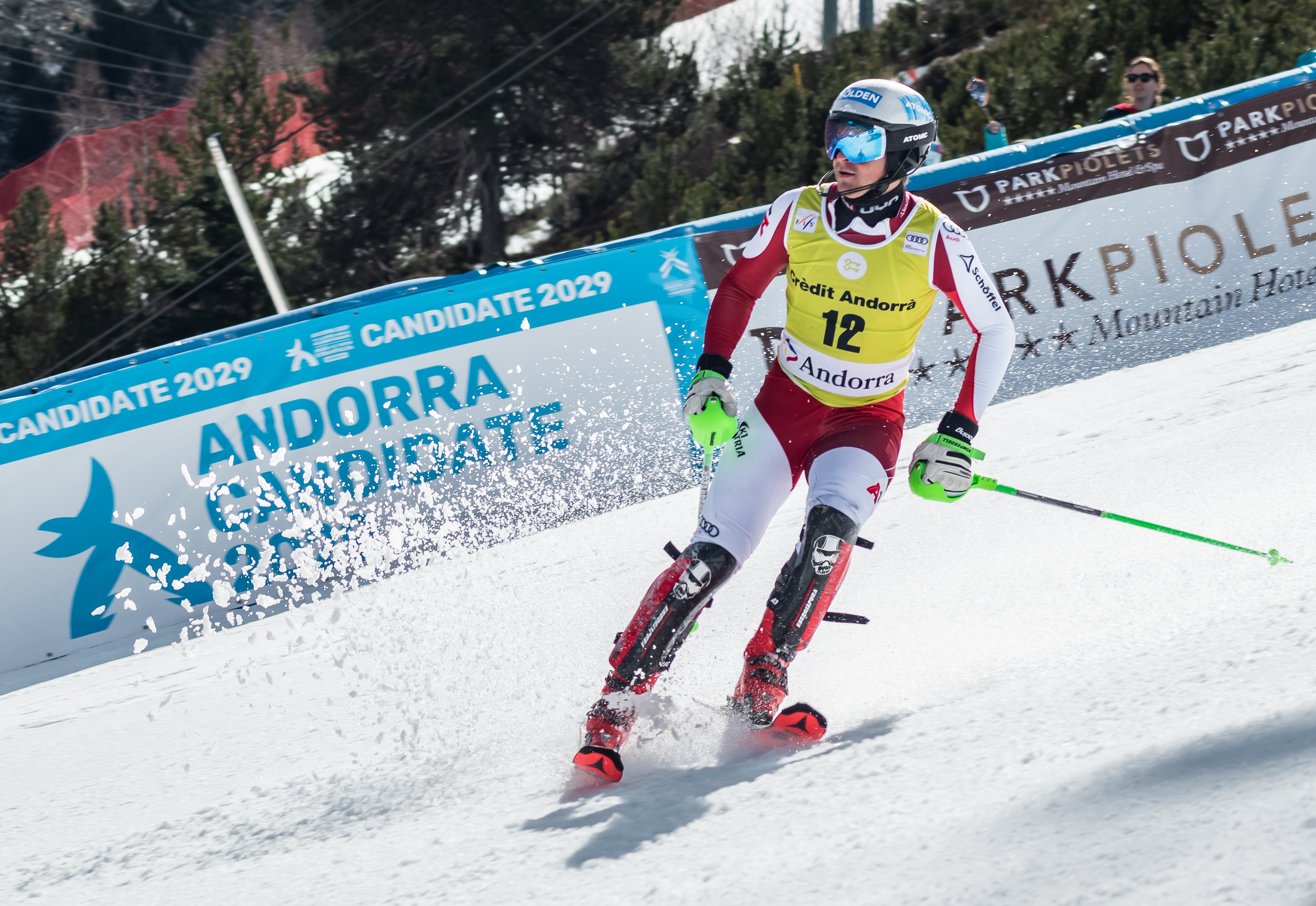
Fabio Gstrein (* 1997)

- Gstrein, Heinz (1941–2023), österreichisch-schweizerischer Orientalist, orthodoxer Theologe, Auslandskorrespondent und Sachbuchautor
- Gstrein, Helmut (* 1960), österreichischer Skirennläufer
- Gstrein, Lydia (* 1931), österreichische Skirennläuferin
- Gstrein, Norbert (* 1961), österreichischer Schriftsteller

### Gsu
- Gsur, Karl Friedrich (1871–1939), österreichischer Maler